# Bandiera della Liberia
La bandiera della Liberia, adottata nel 1847, ha una stretta somiglianza con la bandiera statunitense, e mostra le origini della nazione, fondata da ex schiavi americani. La bandiera liberiana ha un disegno a undici strisce orizzontali rosse e bianche alternate (la prima dall'alto è rossa) con un quadrato blu recante una stella bianca a cinque punte nell'angolo in alto a sinistra.

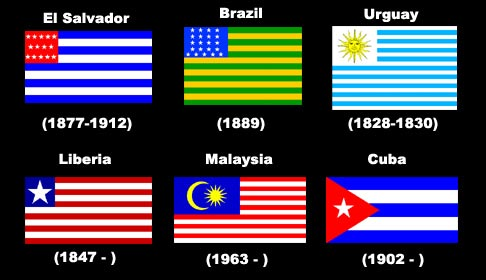
Bandiere ispirate a quella statunitense: El Salvador (dal 1877 al 1912), Brasile (nel 1889), Uruguay, Liberia, Malaysia, Cuba

Le undici strisce rappresentano i firmatari della Dichiarazione d'indipendenza della Liberia, il rosso e il bianco simboleggiano coraggio ed eccellenza morale. La stella bianca rappresenta la libertà concessa agli ex-schiavi, indice anche dell'essere l'unica nazione africana indipendente sin dal tempo della sua fondazione, mentre il quadrato blu rappresenta il continente africano.
La bandiera viene issata da molte navi in tutto il mondo, poiché la Liberia offre la possibilità di registrarle sotto la sua insegna evitando alle compagnie di navigazione le tasse e le restrizioni applicate da altre nazioni.
Si stima che circa 1.600 navi issino la bandiera liberiana come bandiera di comodo; ciò fa affluire nelle casse dello Stato gran parte delle sue entrate.

## Bandiere storiche

Bandiera della colonia statunitense della Liberia (1822-1847)
Bandiera della Repubblica del Maryland (1854-1857)
Bandiera proposta nel 1906